# Lebring-Sankt Margarethen
Lebring-Sankt Margarethen là một đô thị thuộc huyện Leibnitz trong bang Steiermark, nước Áo. Đô thị Lebring-Sankt Margarethen có diện tích 7,59 km², dân số là 2155 người (số liệu tháng 1 năm 2016).